# Giải bóng đá Tohoku
Giải bóng đá Tohoku (東北社会人サッカーリーグ) là một giải bóng đá của Nhật Bản diễn ra tại vùng Tōhoku, với 6 tỉnh Akita, Aomori, Fukushima, Iwate, Miyagi và Yamagata.Đây là một trong chín giải khu vực Nhật Bản, hạng đấu thứ 5 và 6 trong Hệ thống các giải bóng đá Nhật Bản.
Hạng 2 được chia thành Bắc (gồm các tỉnh Akita, Aomori và Iwate) và Nam (Fukushima, Miyagi và Yamagata).

## Các câu lạc bộ mùa 2015
| Hạng       | Số đội                           | Trụ sở               |
| ---------- | -------------------------------- | -------------------- |
| Hạng 1     | F.C. Ganju Iwate                 | Morioka, Iwate       |
| Hạng 1     | Cobaltore Onagawa                | Onagawa, Miyagi      |
| Hạng 1     | Reinmeer Aomori F.C.             | Aomori, Aomori       |
| Hạng 1     | Fuji Club 2003                   | Hanamaki, Iwate      |
| Hạng 1     | F.C. Primeiro                    | Koriyama, Fukushima  |
| Hạng 1     | Bandits Iwaki                    | Iwaki, Fukushima     |
| Hạng 1     | Akita F.C Cambiare               | Akita, Akita         |
| Hạng 1     | Morioka Zebra                    | Morioka, Iwate       |
| Hạng 1     | Blancdieu Hirosaki FC            | Hirosaki, Aomori     |
| Hạng 1     | Iwaki Furukawa F.C.              | Iwaki, Fukushima     |
| Hạng 2 Bắc | Saruta Kogyo                     | Akita, Akita         |
| Hạng 2 Bắc | TDK Shinwakai                    | Nikaho, Akita        |
| Hạng 2 Bắc | Akita University Medical F.C.    | Akita, Akita         |
| Hạng 2 Bắc | Mizusawa Club                    | Mizusawa, Iwate      |
| Hạng 2 Bắc | F.C. Fuji 08                     | Hanamaki, Iwate      |
| Hạng 2 Bắc | Nippon Steel Corp. Kamaishi S.C. | Kamaishi, Iwate      |
| Hạng 2 Bắc | Omiya Club                       | Morioka, Iwate       |
| Hạng 2 Bắc | Shichinohe Football Club         | Shichinohe, Aomori   |
| Hạng 2 Bắc | Hokuto Bank Soccer               | Akita Prefecture     |
| Hạng 2 Bắc | Hanamaki Football Club           | Hanamaki, Iwate      |
| Hạng 2 Nam | Merry                            | Fukushima            |
| Hạng 2 Nam | F.C. Scheinen Fukushima          | Fukushima, Fukushima |
| Hạng 2 Nam | Sendai Nakata FC                 | Taihaku-ku, Sendai   |
| Hạng 2 Nam | Sendai SASUKE F.C.               | Sendai, Miyagi       |
| Hạng 2 Nam | Marysol Matsusima S.C.           | Matsushima, Miyagi   |
| Hạng 2 Nam | F.C. Parafrente Yonezawa         | Yonezawa, Yamagata   |
| Hạng 2 Nam | Soma S.C.                        | Soma, Fukushima      |
| Hạng 2 Nam | Sakata MigakuTomo Club           | Sakata, Yamagata     |
| Hạng 2 Nam | DUOPARK. FC                      | Miyagi Prefecture    |
| Hạng 2 Nam | Azumi Scorpion                   | Fukushima Prefecture |

Chú thích
| Đương kim vô địch |
| Lên hạng          |
| Xuống hạng        |

Ghi chú: Shiogama F.C. Wiese không chơi tại Hạng 2 Bắc và sẽ thi đấu tại giải tỉnh Miyagi.